# گرین هورنت دوباره حمله می‌کند!
گرین هورنت دوباره ضربه می زند! (به انگلیسی: !The Green Hornet Strikes Again) فیلمی در ژانر ابرقهرمانی به کارگردانی فورد بیب است که در سال ۱۹۴۱ منتشر شد. از بازیگران آن می‌توان به وارن هال، کیه لوک، پیر واتکین، فرانک اِلیس، ویلیام پی. کارلتون و وید باتلر اشاره کرد.